# The Deep Dark Woods
The Deep Dark Woods è un gruppo musicale alternative country canadese formatosi nel 2005 a Saskatoon, città dello stato del Saskatchewan e formato dal cantante e chitarrista Ryan Boldt, dal chitarrista Burke Barlow, dal bassista Chris Mason, dal tastierista Geoff Hilhorst e dal batterista Lucas Goetz.
Hanno realizzato cinque album, il penultimo dei quali The Place I Left Behind edito per Sugar Hill li ha consacrati tra i gruppi più interessanti del folk revival e del country rock contemporaneo, con una forte ispirazione verso gruppi e artisti storici come CSN&Y, The Band, Neil Young o Bob Dylan ma anche degli anni novanta come Mark Lanegan o Nick Cave.

## Discografia

### Album
- 2006 - The Deep Dark Woods (The Deep Dark Woods)
- 2007 - Hang Me, Oh Hang Me (Rounder)
- 2009 - Winter Hours (Relapse Records)
- 2011 - The Place I Left Behind (Six Shooter/Sugar Hill Records)
- 2013 - Jubilee (Sugar Hill Records)